# Пятигорский, Александр Моисеевич
Алекса́ндр Моисе́евич Пятиго́рский (30 января 1929, Москва — 25 октября 2009, Лондон) — советский и британский философ, востоковед, индолог, буддолог, писатель, кандидат филологических наук. Один из основателей Тартуско-московской семиотической школы, автор текстовой модели коммуникации.

## Биография
Родился в Москве в семье инженера-сталелитейщика Моисея Гдальевича Пятигорского (1898—1998). В детстве его воспитанием занимался брат деда — купец первой гильдии Ефраим Липович Пятигорский, занятый в дамской кожгалантерее (впоследствии репрессирован). Мать — Сара Григорьевна Цубина (1901—1988), из семьи лесоторговца. Предки со стороны отца были из Кременчуга Полтавской губернии, со стороны матери — из Гомеля и Бродов. Еврей.
Во время Великой Отечественной войны был в эвакуации в Нижнем Тагиле. Учился в 110-й московской школе, но закончить её не сумел, так как там была очень сильная математика. Аттестат получал в 43-й школе. В 1951 году окончил философский факультет МГУ и уехал в Сталинград, куда получил направление его отец. Работал учителем истории в средней школе. В 1956 году начал работать в Институте востоковедения, где с 1957 года его руководителем стал Ю. Н. Рерих. В 1960 году вышла первая книга Пятигорского (в соавторстве). В 1962 году защитил в Институте востоковедения диссертацию «Из истории средневековой тамильской литературы», получив степень кандидата филологических наук. В 1963 году по приглашению Ю. М. Лотмана участвовал в исследованиях по семиотике, проводившихся в Тартуском университете.
С начала 1960-х годов до 1973 года занимался активной правозащитной деятельностью, в том числе писал обращение в Генпрокуратуру СССР в защиту диссидента Александра Гинзбурга, принимал участие в митинге гласности, посвящённом поддержке арестованных писателей Андрея Синявского и Юлия Даниэля. Как отмечал С. Д. Серебряный: "В 1960-х и в начале 1970-х гг. он был одной из наиболее ярких личностей не только в нашей индологии, но и вообще среди столичной нон-конформистской интеллигенции. А.М. был также одной из центральных фигур в том круге разнообразных лиц, которых теперь ретроспективно (и вряд ли удачно) нередко называют «московско-тартуской (или тартуско-московской) семиотической школой»".
В 1973 году эмигрировал в ФРГ.

Пограничники стали над ним глумиться, демонстративно распаковывать его чемодан. Что у Саши было, кроме одного костюма, ещё одной пары брюк и каких-то нефирменных трусов? Таможенник это всё со смаком ворошил в его убогом скарбе. Саша стоял, молчал. И когда всё это закончилось, Саша этому пограничнику-таможеннику сказал: «Благодарю вас, молодой человек. Вы значительно облегчили мне прощание с родиной». Это достоинство было очень ценимо.
— Паола Волкова, фильм Александра Архангельского «Отдел» (ТК «Россия — Культура», 2010 год)
С 1974 года жил в Великобритании. Профессор Лондонского университета. Лауреат премии Андрея Белого (2000) за роман «Вспомнишь странного человека». Создатель первого тамильско-русского словаря (в соавторстве с С. Г. Рудиным). Знаток санскрита и тибетского, переводчик древних индуистских и буддистских священных текстов. Написал десятки работ, включая несколько романов.
Выступал с лекциями во многих странах мира. В феврале 2006 года приезжал в Москву, где прочитал цикл лекций по политической философии, выступил с публичной лекцией на тему «Мифология и сознание современного человека» и дал несколько интервью в печатных СМИ и на телевидении. Также выступил в Москве на Чтениях памяти своего друга Г. П. Щедровицкого.
Снялся в роли магараджи в фильме О. Д. Иоселиани «Охота на бабочек», стал героем латвийского документального фильма У. Тиронса «The Philosopher Escaped» («Философ сбежал», 2005) и фильма В. Балаяна «Чистый воздух твоей Свободы» (2004). Принимал участие в съёмках документального фильма, посвящённого Г. И. Гурджиеву — «Гитлер, Сталин и Гурджиев» (РТР, 2007).
В октябре 2009 года принял участие в съёмках фильма Отара Иоселиани «Шантрапа».
Скончался на 81-м году жизни от сердечного приступа 25 октября 2009 года в своём доме в Лондоне.

## Семья
- Тёти (сёстры матери) — переводчик Эстер (Эсфирь) Григорьевна Цубина, выпускница Санкт-Петербургских высших женских курсов; психиатр и учёный-медик Мария Григорьевна Цубина, жена (последовательно) генетиков Н. П. Дубинина и В. П. Эфроимсона, научный руководитель питомника Академии медицинских наук СССР на станции Столбовой Курской железной дороги, автор работы «Болезнь и творчество Врубеля с психопатологической точки зрения»[21][22].
- Сестра бабушки (по материнской линии, Зелинды Ансельмовны Шапиро) — Роза Шапире (1874—1954), британский искусствовед и историк архитектуры, известная также как переводчик, модель и коллекционер современного искусства. Известны её портреты работы Карла Шмидта-Ротлуфа и Вальтера Граматте. Другая сестра бабушки — переводчик русской, английской, французской и польской художественной прозы на немецкий язык, экономист Анна Шапире (1877—1911), жена социолога Отто Нейрата[23].
- Первая жена - Эльвира (Ирина) Николаевна Пятигорская. Имели дочь Веронику, подруга которой стала последующей женой Пятигорского.
- Последняя жена - Людмила Пятигорская (Стоковска-Пятигорски), журналистка и писательница[24][25].

## Награды
В конкурсе на лучшую книгу Института философии РАН за 2007—2009 год книга «Символ и сознание. Метафизические рассуждения о сознании, символике и языке» Мераба Мамардашвили и Александра Пятигорского заняла первое место в номинации «Издание философской классики».

## Основные работы
- Пятигорский А. М., Рудин С. Тамильско-русский словарь. — М., 1960
- Пятигорский А. М. Материалы по истории индийской философии. — М., 1962 на сайте Руниверс
- A. Piatigorsky, D. Zilberman The Emergence of Semiotics in India (1976)
- Пятигорский А. М., Мамардашвили М. К. Символ и сознание. Метафизические рассуждения о сознании, символике и языке. — Иерусалим, 1982 (доп. и перераб. переиздание М.: Школа «Языки русской культуры», 1997)
- Пятигорский А. М., Мамардашвили М. К. Три беседы о метатеории сознания. // Труды по знаковым системам. — Тарту, 1971, т. V, с. 345—376
- A. Piatigorsky Buddhist Studies: Ancient and Modern (1983)
- A. Piatigorsky The Buddhist philosophy of thought. — Totowa, N. J., 1984
- A. Piatigorsky Mythological Deliberations. — London, 1993

Русский перевод: Пятигорский А. М. Мифологические размышления: Лекции по феноменологии мифа. — М., 1996
- Пятигорский А. М. Избранные труды. — М.: Языки русской культуры, 1996. — 594 с. — (Язык. Семиотика. Культура). — 5000 экз. — ISBN 5-88766-028-7. (в пер.)
- A. Piatigorsky Who’s Afraid of Freemasons? The Phenomenon of Freemasonry. — London, 1997
- A. Piatigorsky The Bhagavat Gita (Element Classic of World Spirituality Editions (1997).
- Пятигорский А. М. Лекции по буддийской философии. // Непрекращаемый разговор. — СПб.: «Азбука-классика», 2004. — C. 38—102.
- Пятигорский А. М. Избранные труды. — М.: 2005
- Пятигорский А. М. Введение в изучение буддийской философии (девятнадцать семинаров) / под ред. К. Р. Кобрина. — М.: Новое литературное обозрение, 2007. — 288 с. — ISBN 978-5-86793-546-7.
- Пятигорский А. Что такое политическая философия. — М.: Европа, 2007. — 152 с. — ISBN 978-5-9739-0125-7. (рецензия И. В. Смирнова)
- Пятигорский А. М. Кто боится вольных каменщиков? Феномен масонства / Авториз. перевод с английского К. Боголюбова. Под общ. ред. К. Кобрина. — М.: Новое литературное обозрение, 2009. — 448, [16] с. — (Интеллектуальная история). — 1500 экз. — ISBN 978-5-86793-663-1. (в пер.)
- Беседа о буддизме // «Свободный философ Пятигорский». В 2 т. / Вступ. статьи К. Кобрина, О. Серебряной, М. Эндель; Науч. ред. А. Марков. — М.: Издательство Ивана Лимбаха, 2015. ISBN 978-5-89059-227-9
- Три письма Александра Пятигорского об истории // «Неприкосновенный запас». 2015. № 103.
- Пятигорский А. М. Избранные статьи по индологии и буддологии: 1960—1970-е годы / Отв. ред. Л. Н. Пятигорская; сост. В. Г. Лысенко. — М.: РГГУ, 2018. — 367 с.

### Художественные произведения и эссеистика
- Пятигорский А. М. Философия одного переулка (London, 1989; М., 1994)
- Пятигорский А. М. Вспомнишь странного человека (М., 1999)
- Пятигорский А. М. Рассказы и сны. (М., 2001)
- Пятигорский А. М. Древний человек в городе (М., 2001)
- Пятигорский А. М. Мышление и наблюдение (Рига, 2002)
- Пятигорский А. М. Непрекращаемый разговор (М., 2004).
- Пятигорский А. М. Свободный философ Пятигорский (СПб., 2015)

## Фильмы
- А. Пятигорский в фильме «Чистый воздух твоей свободы», (реж. Валерий Балаян) 2004 год, телеканал «Культура» http://tvtorrent-ru.livejournal.com/2896.html
- Александр Пятигорский в программе А. Гордона «00:30». Телеканал НТВ
- «Гитлер, Сталин и Гурджиев» (2007) Телеканал «Россия»
- «Философ сбежал» (реж. Улдис Тиронс) (2005)
  - Материалы к фильму «Философ сбежал»  (недоступная ссылка с 21-05-2013 [4439 дней] — история, копия)
- https://web.archive.org/web/20091107053559/http://rutube.ru/tracks/1390139.html

## Видео- и аудиолекции
- Лекция Александра Пятигорского «Философия на краю /Соло и Импровизации» в рамках конференции в Перми, посвящённой Мерабу Мамардашвили.
- Судьба историзма в XXI веке. Мой путь в философии  (недоступная ссылка с 21-05-2013 [4439 дней] — история, копия)
- Тоталитаризм  (недоступная ссылка с 21-05-2013 [4439 дней] — история, копия)
- Интервью БиБиСи в радиопередаче «В гостях у Севы Новгородцева»  (недоступная ссылка с 21-05-2013 [4439 дней] — история, копия) аудиозапись эфира
- Лекции по «политической философии», Москва, 2007
- После просмотра «У тебя есть только один враг — ты сам! который ты сейчас…», Рига, 28.04.2008
- Беседы с мудрецами. Александр Пятигорский, реж. Валерий Балаян
- Четыре лекции по философии буддизма, факультет психологии МГУ, октябрь 2006
- Четыре лекции по философии буддизма (видео), Государственный музей искусства народов Востока, октябрь 2006
- Лекции по философии буддизма, NewEconomicSchool, апрель 2007
- Мифология и сознание современного человека. Публичная лекция «Полит.ру», 21 февраля 2006 года.